# Маффиа, Рома
Рома Маффиа (англ. Roma Maffia, род. 31 мая 1955) — американская характерная актриса.

## Жизнь и карьера
Рома Маффиа родилась на Манхэттене, Нью-Йорк, а свою карьеру начала с выступлений на офф-бродвейской сцене. На экране она дебютировала в 1982 году с незначительной ролью в фильме «Осколки» и вплоть до начала девяностых в основном работала в театре. Её первая крупная роль была в фильме 1993 года «Газета», а вскоре после этого она получила роль в телесериале «Надежда Чикаго».
Маффиа наиболее известна по своей роли доктора Лиз Круз, с нетрадиционной сексуальной ориентацией, в телесериале «Части тела», где она снималась с 2003 по 2010 год, на протяжении всего периода трансляции. Также она известна по роли в сериале «Профайлер» с Элли Уокер, где она снималась в 1996—2000 годах. На большом экране она в первую очередь известна по роли в триллере 1994 года «Разоблачение». Также у неё были заметные роли в фильмах «В последний момент», «Стиратель», «Целуя девушек», «Двойной просчёт» и «Женские тайны».

## Фильмография
- 1988 — Замужем за мафией / Married to the Mob
- 1993 — Газета / The Paper
- 1994 — Разоблачение / Disclosure
- 1994—1995 — Надежда Чикаго / Chicago Hope
- 1995 — В последний момент / Nick of Time
- 1996 — Стиратель / Eraser
- 1997 — Целуя девушек / Kiss the Girls
- 1999 — Двойной просчёт / Double Jeopardy
- 1999 — Женские тайны / Things You Can Tell Just by Looking at Her
- 1996—2000 — Профайлер / Profiler
- 2001 — Я — Сэм / I Am Sam
- 2003 — Клад / Holes
- 2007—2008 — Юристы Бостона / Boston Legal
- 2009 — Мыслить как преступник / Criminal Minds
- 2009 — Декстер / Dexter — брачный терапевт
- 2003—2010 — Части тела / Nip/Tuck
- 2011 — Без координат / Off The Map
- 2013 — Тревожный вызов / The Call
- 2013—2017 — Милые обманщицы / Pretty Little Liars — Линда Таннер
- 2015 — Стоянка грузовиков / Safelight